# Alièze
Alièze est une commune française située dans le département du Jura, la région culturelle et historique de Franche-Comté et la région administrative Bourgogne-Franche-Comté.

## Géographie

### Climat
Pour des articles plus généraux, voir Climat de la Bourgogne-Franche-Comté et Climat du département du Jura.
En 2010, le climat de la commune est de type climat de montagne, selon une étude du Centre national de la recherche scientifique s'appuyant sur une série de données couvrant la période 1971-2000. En 2020, Météo-France publie une typologie des climats de la France métropolitaine dans laquelle la commune est exposée à un climat semi-continental et est dans la région climatique Jura, caractérisée par une forte pluviométrie en toutes saisons (1 000 à 1 500 mm/an), des hivers rigoureux et un ensoleillement médiocre.
Pour la période 1971-2000, la température annuelle moyenne est de 9 °C, avec une amplitude thermique annuelle de 16,6 °C. Le cumul annuel moyen de précipitations est de 1 481 mm, avec 13,6 jours de précipitations en janvier et 9,6 jours en juillet. Pour la période 1991-2020, la température moyenne annuelle observée sur la station météorologique de Météo-France la plus proche, « Orgelet », sur la commune d'Orgelet à 8 km à vol d'oiseau, est de 11,0 °C et le cumul annuel moyen de précipitations est de 1 411,6 mm. 
La température maximale relevée sur cette station est de 40 °C, atteinte le 31 juillet 2020 ; la température minimale est de −18 °C, atteinte le 5 février 2012,,.
Les paramètres climatiques de la commune ont été estimés pour le milieu du siècle (2041-2070) selon différents scénarios d'émission de gaz à effet de serre à partir des nouvelles projections climatiques de référence DRIAS-2020. Ils sont consultables sur un site dédié publié par Météo-France en novembre 2022.

## Urbanisme

### Typologie
Au 1er janvier 2024, Alièze est catégorisée commune rurale à habitat dispersé, selon la nouvelle grille communale de densité à sept niveaux définie par l'Insee en 2022.
Elle est située hors unité urbaine. Par ailleurs la commune fait partie de l'aire d'attraction de Lons-le-Saunier, dont elle est une commune de la couronne,. Cette aire, qui regroupe 139 communes, est catégorisée dans les aires de 50 000 à moins de 200 000 habitants,.

### Occupation des sols
L'occupation des sols de la commune, telle qu'elle ressort de la base de données européenne d’occupation biophysique des sols Corine Land Cover (CLC), est marquée par l'importance des forêts et milieux semi-naturels (53,4 % en 2018), une proportion identique à celle de 1990 (53,4 %). La répartition détaillée en 2018 est la suivante : 
forêts (53 %), terres arables (23,5 %), prairies (23,2 %), milieux à végétation arbustive et/ou herbacée (0,4 %). L'évolution de l’occupation des sols de la commune et de ses infrastructures peut être observée sur les différentes représentations cartographiques du territoire : la carte de Cassini (XVIIIe siècle), la carte d'état-major (1820-1866) et les cartes ou photos aériennes de l'IGN pour la période actuelle (1950 à aujourd'hui).

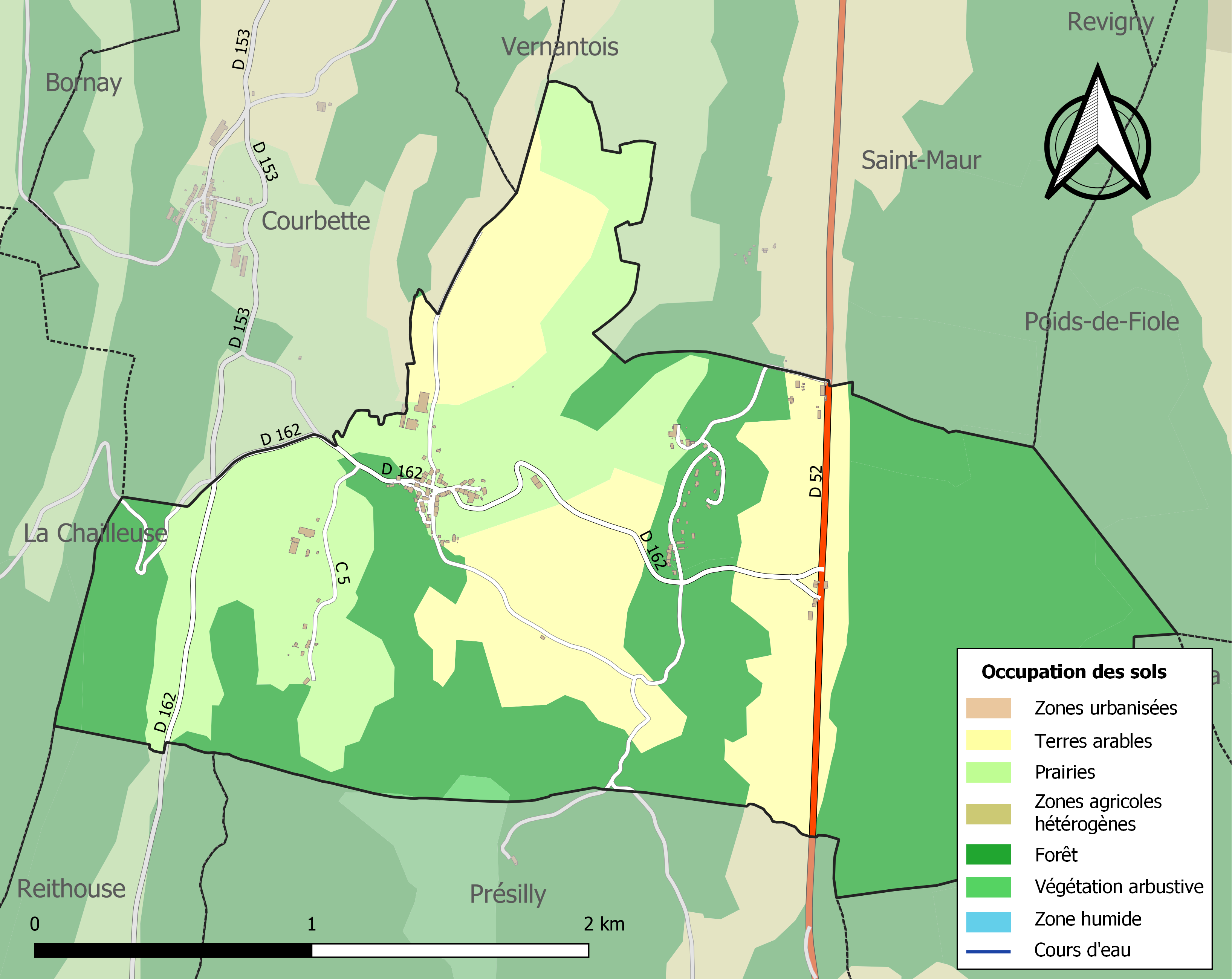
Carte des infrastructures et de l'occupation des sols de la commune en 2018 (CLC).

## Histoire
En 869, L´empereur carolingien Lothaire II donnait la "villa Alisiacum" à l´évêque de Besancon (Regesta Imperii I, 1324).

## Politique et administration
| Période   | Période   | Identité          | Étiquette | Qualité                     |
| --------- | --------- | ----------------- | --------- | --------------------------- |
| mars 2001 | mars 2014 | Jean-Pierre Gros  | DVD       |                             |
| mars 2014 | En cours  | Josette Bourgeois | SE        | Retraitée Fonction publique |

## Démographie
L'évolution du nombre d'habitants est connue à travers les recensements de la population effectués dans la commune depuis 1793. Pour les communes de moins de 10 000 habitants, une enquête de recensement portant sur toute la population est réalisée tous les cinq ans, les populations de référence des années intermédiaires étant quant à elles estimées par interpolation ou extrapolation. Pour la commune, le premier recensement exhaustif entrant dans le cadre du nouveau dispositif a été réalisé en 2008.

En 2022, la commune comptait 149 habitants, en évolution de −2,61 % par rapport à 2016 (Jura : −0,81 %, France hors Mayotte : +2,11 %).
| 1793 | 1800 | 1806 | 1821 | 1831 | 1836 | 1841 | 1846 | 1851 |
| ---- | ---- | ---- | ---- | ---- | ---- | ---- | ---- | ---- |
| 290  | 371  | 376  | 365  | 356  | 363  | 374  | 350  | 354  |

| 1856 | 1861 | 1866 | 1872 | 1876 | 1881 | 1886 | 1891 | 1896 |
| ---- | ---- | ---- | ---- | ---- | ---- | ---- | ---- | ---- |
| 346  | 320  | 280  | 300  | 294  | 255  | 257  | 291  | 282  |

| 1901 | 1906 | 1911 | 1921 | 1926 | 1931 | 1936 | 1946 | 1954 |
| ---- | ---- | ---- | ---- | ---- | ---- | ---- | ---- | ---- |
| 269  | 277  | 272  | 230  | 210  | 175  | 173  | 164  | 140  |

| 1962 | 1968 | 1975 | 1982 | 1990 | 1999 | 2006 | 2008 | 2013 |
| ---- | ---- | ---- | ---- | ---- | ---- | ---- | ---- | ---- |
| 132  | 115  | 95   | 121  | 131  | 144  | 151  | 153  | 154  |

| 2018 | 2022 | - | - | - | - | - | - | - |
| ---- | ---- | - | - | - | - | - | - | - |
| 154  | 149  | - | - | - | - | - | - | - |

## Culture locale et patrimoine

### Lieux et monuments
- Église Saint-Jean-Baptiste ;
- Fromagerie et remise des pompes (XIXe s), inscrites à l'IGPN depuis 1992[17] ;
- Mairie-école à clocheton ;
- Monument commémoratif, au lieu-dit « les Rippes ». Porte le nom des Résistants fusillés par la Gestapo et la Milice le 8 mars 1944.

### Personnalités liées à la commune
- Jean Alexis Dauphin DUPARCHY, né à Alièze le 12 mars 1835 fut entrepreneur de grands travaux de génie civil.
- Les Résistants fusillés et brûlés, le 8 mars 1944, par la Gestapo et la Milice, au lieu-dit « les Rippes » :
  - Louis Bertaux,
  - Marius Collard,
  - Roger Glinel,
  - Pierre Goetz,
  - Pascal Lemeland,
  - Louis Loullier,
  - Raymond Mandrillon,
  - Etienne Meunier,
  - Emmanuel Michel,
  - Yves Sardelly.